# Valldaggkåpa (växt)
Valldaggkåpa (Alchemilla subglobosa) är en rosväxtart som beskrevs av C. G. Westerlund. Enligt Catalogue of Life ingår Valldaggkåpa i släktet daggkåpor och familjen rosväxter, men enligt Dyntaxa är tillhörigheten istället släktet daggkåpor och familjen rosväxter. Arten är reproducerande i Sverige.

## Underarter
Arten delas in i följande underarter:
- A. s. autumnalis
- A. s. aestivalis